# Ливен, Андрей Карлович
Светлейший князь Андрей (Отто-Андреас) Карлович Ливен (Ливен 1-й; нем. Otto-Andreas von Lieven; 2 [13] марта 1798, мыза Зентен, Курляндская губерния — 7 [19] марта 1856, мыза Блиден, та же губерния) — российский военный деятель, генерал-майор.

## Происхождение
Из лифляндского дворянского рода Ливен, старший сын генерала от инфантерии Карла(-Кристофа) Андреевича Ливена и его первой жены Вильгельмины Петровны фон дер Остен-Сакен (1778—1818), внук Ш. К. Ливен. От рождения носил титул барона, с 22 февраля (5 марта) 1799 года — граф, с 22 августа (3 сентября) 1826-го — князь, а с 16 (28) декабря того же года — светлейший князь.

## Служба
В службу вступил в 1816 году юнкером в гвардейскую артиллерию, затем перевёлся в лейб-гвардии Преображенский полк, позднее — в лейб-гвардии Конный полк.
Во время восстания 1825 года — конногвардейский поручик. Попал в поле зрения Следственного комитета по делу декабристов:

Александр Бестужев между прочим показал о слышанном от князя  Одоевского [также служившего в лейб-гвардии Конном полку], что Ливен принадлежал к обществу, но Одоевский на вопрос о сём отозвался отрицательно. Сам же Ливен, спрошенный по высочайшему повелению генерал-адъютантом Бенкендорфом, отвечал, что Одоевский несколько раз заводил с ним либеральный разговор, но когда Ливен дал ему почувствовать несовместимость оного, с тех пор ничего подобного не слыхал от него.

По докладу государю императору показание сие было оставлено без внимания, но высочайше повелено было допросить другого Ливена.— Алфавит членам бывших злоумышленных тайных обществ…
В 1826 году произведён в ротмистры, 28 февраля (11 марта) 1828 — пожалован во флигель-адъютанты. 9 (21) апреля 1832 года за отличие произведён в полковники, 6 (18) декабря назначен командиром Оренбургского уланского полка. С 30 августа (11 сентября) 1839 года — генерал-майор, командир лейб-гвардии Уланского полка. 6 (18) ноября 1841 года уволен в отставку «по домашним обстоятельствам».
11 (23) декабря 1840 года был награждён орденом Святого Георгия 4-й степени за 25 лет службы в офицерских чинах (№ 6188).

## Награды
российские:
- Орден Святого Владимира 4 ст. с бантом (1831)
- Знак ордена За военное достоинство 4 ст. (1831)
- Орден Святого Станислава 2 ст. (1833)
- Орден Святой Анны 2 ст. (1836)
- Орден Святого Георгия 4 ст. за 25 лет службы (1840)

## Семья
В 1843 году женился на своей племяннице — светлейшей княжне Шарлотте Карловне Ливен (1827—1905), дочери Карла(-Генриха) Карловича Ливена (1799—1881) и Элизы фон Липхарт (Elise/Elisabeth von Liphart; 1803—1881).
Дети:
1. Георг (Georg Karl Otto; 1846—1909), жена (1896) Валери фон дер Рекке (1862—1938);
2. Лео (Leon Otto Karl Alexander Theodor; 1847—1902), жена (1884) графиня Амалия фон Кайзерлинг (1857—1888);
3. Михаэль (Michael Karl Nikolai; 1850—1909), холост;
4. Ольга (Olga Wilhelmine Elise Charlotte; 1851—1930), муж (1881) Эдгар фон Гейкинг (1852—1922);
5. Анна (Anna Marie Charlotte; 1853—1929), муж (1873): граф Артур фон Кайзерлинг (1847—1930);
6. Мария (Marie Elise Charlotte; 1856—1930), не замужем.